# Twipsy

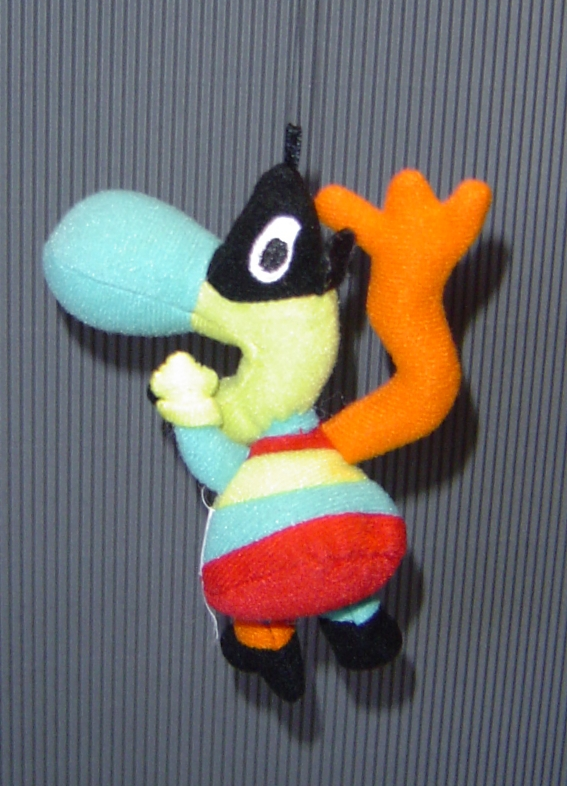
Twipsy als Stofffigur

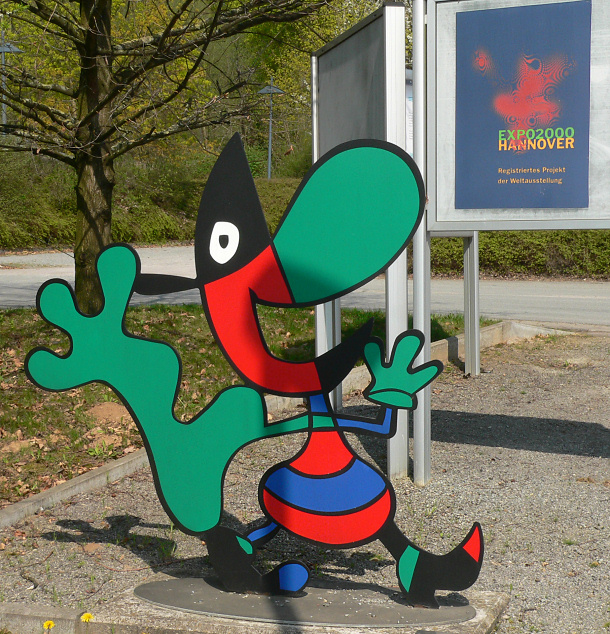
Twipsy an einem Expo-Projekt in Emmerthal

Twipsy war das offizielle Maskottchen der Weltausstellung Expo 2000 in Hannover. In Läden auf dem Expo-Gelände konnte man Twipsy als Kuscheltier oder auf T-Shirts, Schildmützen, Kaffeebechern, Uhren und anderen Andenken (neben solchen mit dem Expo-Logo) kaufen. Darüber hinaus gab es Sonderbriefmarken mit Twipsy und lebensgroße Ausführungen, die auf dem Expo-Gelände herumliefen oder in anderen Ländern Werbung für die Weltausstellung machten. Der Name stammt vom Namensentwickler Manfred Gotta.

## Aussehen
Die Figur wurde von dem spanischen Designer Javier Mariscal gestaltet. Sein Entwurf wurde 1995 von einer internationalen Jury aus 17 Vorschlägen ausgewählt.
Twipsy hat einen tropfenförmigen, bunt gestreiften Körper und einen mondsichelgleichen, gelben Kopf mit einer großen, türkisfarbenen Nase. Der Bereich um die Augen, der Fortsatz am Hinterkopf und das Kinn sind schwarz. An den kurzen, dünnen Beinen trägt er sowohl einen spitzen, hochhackigen als auch einen runden, flachen Schuh. Er hat einen „normalen“, dünnen und einen übergroßen, orangefarbenen Arm (der an einen Flügel erinnern soll). Die Farbgebung kann je nach Ausführung variieren.

## Fernsehserie
Am 1. November 1999 startete auf KI.KA die Zeichentrickserie Twipsy mit 26 Folgen zu je 25 Minuten, jede Folge enthält zwei Geschichten. Sieben Monate vor dem Start der Expo 2000 wurden auf diese Weise Kinder mit der Weltausstellung vertraut gemacht. 
In der ersten Folge gerät der 13-jährige Nick durch einen Unfall in die Welt des Cyberspace. Dort trifft er auf den bunten und quirligen E-Mail-Boten Twipsy. Ein modifizierter Scanner dient fortan als Transporter in die Welt des Internets. So erleben auch die anderen Kinder, beispielsweise Nicks 8-jährige Schwester Lissie oder sein Freund Albert, viele Abenteuer und lernen den Cyberspace kennen. 
Die Figuren werden, wenn sie sich im Cyberspace befinden, mit Computergrafiken dargestellt, und wenn sie sich in der „realen Welt“ aufhalten, im herkömmlichen Zeichentrickstil. Darüber hinaus sind alle Personen Twipsys Größe und annähernd seinem Aussehen angepasst.
Das Titellied dieser Serie wurde von Xavier Capellas und Cece Gianotti komponiert. Hierbei handelt es sich um ein Lied in G-Dur und im Viervierteltakt. Elektronische Telefongeräusche sind im Soundtrack zu hören. Die Vielfalt vom Cyberspace wird im Liedtext beschrieben. Im Refrain werden die Verse „Wo du auch bist und es dir gefällt, hol dir deinen Kick in der Cyberwelt!“ gesungen.